# Kalpi Ouattara
Kalpi Wilfried Ouattara (29 dicembre 1998) è un calciatore ivoriano, difensore del Mâcon.

## Caratteristiche tecniche
È un terzino sinistro.

## Carriera
Cresciuto nel settore giovanile dell'ASEC Mimosas, con il club ivoriano ha giocato 3 incontri in CAF Confederation Cup ed 8 in CAF Champions League fra il 2017 ed il 2019.
Il 20 agosto 2019 è stato ceduto in prestito all'Östersund con cui ha esordito dieci giorni più tardi in occasione dell'incontro di Allsvenskan perso 2-0 contro l'Helsingborg. Al termine della stagione è stato acquistato a titolo definitivo. Ad eccezione dell'Allsvenskan 2020, nella quale ha collezionato 26 presenze, la sua successiva permanenza in rossonero è stata fortemente limitata dagli infortuni. Nel marzo 2021 si è infatti infortunato al legamento crociato nel quarto di finale di Coppa di Svezia ed è rientrato in campo praticamente otto mesi e mezzo più tardi, alla penultima giornata dell'Allsvenskan 2021, quando però in pochi minuti ha segnato un autogol ed è dovuto uscire dal campo per via di un nuovo grave infortunio al legamento crociato che lo ha tenuto fuori causa per tutto il 2022. Il suo rientro in campo ufficiale è avvenuto il 26 febbraio 2023 in Coppa di Svezia. Ha poi saltato le prime sei giornate della Superettan 2023, scendendo in campo alla settima solo per pochi minuti, nell'unica partita di campionato da lui giocata in stagione: nel giugno 2023 il club ha comunicato che Ouattara è stato nuovamente vittima di un infortunio al legamento crociato, questa volta in occasione di un allenamento, e che si sarebbe sottoposto ad un'operazione in Francia. Negli ultimi tre campionati con l'Östersund, il giocatore è dunque riuscito a collezionare solo due apparizioni da pochi minuti. A fine torneo, nel novembre 2023, la società ha reso noto che Ouattara avrebbe lasciato la squadra per fine contratto.

## Statistiche
Statistiche aggiornate al 9 marzo 2023.

### Presenze e reti nei club
| Stagione            | Squadra             | Campionato          | Campionato | Campionato | Coppe nazionali | Coppe nazionali | Coppe nazionali | Coppe continentali | Coppe continentali | Coppe continentali | Altre coppe | Altre coppe | Altre coppe | Totale | Totale | Totale |
| Stagione            | Squadra             | Comp                | Pres       | Reti       | Comp            | Pres            | Reti            | Comp               | Pres               | Reti               | Comp        | Pres        | Reti        | Pres   | Reti   |        |
| ------------------- | ------------------- | ------------------- | ---------- | ---------- | --------------- | --------------- | --------------- | ------------------ | ------------------ | ------------------ | ----------- | ----------- | ----------- | ------ | ------ | ------ |
| 2017-2018           | ASEC Mimosas        | L1                  | ?          | ?          | CC              | ?               | ?               | CCC                | 3                  | 0                  | -           | -           | -           | 3+     | 0+     |        |
| 2018-2019           | ASEC Mimosas        | L1                  | ?          | ?          | CC              | ?               | ?               | CCL                | 8                  | 0                  | -           | -           | -           | 8+     | 0+     |        |
| Totale ASEC Mimosas | Totale ASEC Mimosas | Totale ASEC Mimosas | ?          | ?          |                 | ?               | ?               |                    | 11                 | 0                  |             | -           | -           | 11+    | 0+     |        |
| 2019                | Östersund           | A                   | 7          | 0          | CS              | 0               | 0               | -                  | -                  | -                  | -           | -           | -           | 7      | 0      |        |
| 2020                | Östersund           | A                   | 26         | 0          | CS              | 4               | 0               | -                  | -                  | -                  | -           | -           | -           | 30     | 0      |        |
| 2021                | Östersund           | A                   | 1          | 0          | CS              | 0               | 0               | -                  | -                  | -                  | -           | -           | -           | 1      | 0      |        |
| 2022                | Östersund           | S1                  | 0          | 0          | CS              | 2               | 0               | -                  | -                  | -                  | -           | -           | -           | 2      | 0      |        |
| 2023                | Östersund           | S1                  | 0          | 0          | -               | -               | -               | -                  | -                  | -                  | -           | -           | -           | 0      | 0      |        |
| Totale Östersunds   | Totale Östersunds   | Totale Östersunds   | 34         | 0          |                 | 6               | 0               |                    | -                  | -                  |             | -           | -           | 40     | 0      |        |
| Totale carriera     | Totale carriera     | Totale carriera     | 34+        | 0+         |                 | 6+              | 0+              |                    | 11                 | 0                  |             | -           | -           | 51+    | 0+     |        |

### Cronologia presenze e reti in nazionale
| Cronologia completa delle presenze e delle reti in nazionale ― Costa d'Avorio | Cronologia completa delle presenze e delle reti in nazionale ― Costa d'Avorio | Cronologia completa delle presenze e delle reti in nazionale ― Costa d'Avorio | Cronologia completa delle presenze e delle reti in nazionale ― Costa d'Avorio | Cronologia completa delle presenze e delle reti in nazionale ― Costa d'Avorio | Cronologia completa delle presenze e delle reti in nazionale ― Costa d'Avorio | Cronologia completa delle presenze e delle reti in nazionale ― Costa d'Avorio | Cronologia completa delle presenze e delle reti in nazionale ― Costa d'Avorio |
| Data                                                                          | Città                                                                         | In casa                                                                       | Risultato                                                                     | Ospiti                                                                        | Competizione                                                                  | Reti                                                                          | Note                                                                          |
| ----------------------------------------------------------------------------- | ----------------------------------------------------------------------------- | ----------------------------------------------------------------------------- | ----------------------------------------------------------------------------- | ----------------------------------------------------------------------------- | ----------------------------------------------------------------------------- | ----------------------------------------------------------------------------- | ----------------------------------------------------------------------------- |
| 12-11-2020                                                                    | Abidjan                                                                       | Costa d'Avorio                                                                | 2 – 1                                                                         | Madagascar                                                                    | Qual. Coppa d'Africa 2021                                                     | -                                                                             | 79’                                                                           |
| 17-11-2020                                                                    | Toamasina                                                                     | Madagascar                                                                    | 1 – 1                                                                         | Costa d'Avorio                                                                | Qual. Coppa d'Africa 2021                                                     | -                                                                             | 74’                                                                           |
| Totale                                                                        |                                                                               | Presenze                                                                      | 2                                                                             |                                                                               | Reti                                                                          | 0                                                                             |                                                                               |

## Palmarès
- Campionato ivoriano: 1

ASEC Mimosas: 2017-2018
- Coppa della Costa d'Avorio: 1

ASEC Mimosas: 2018